# Culinária da Inglaterra
A culinária da Inglaterra foi formada principalmente pelas diversas interações com outros países europeus e a importação de ingredientes da América do Norte, China e Índia durante o período do Império Britânico, e como resultado da imigração ocorrida no período pós-guerra.
Desde a Idade Moderna a comida da Inglaterra vem sendo caracterizada historicamente pela simplicidade de seu enfoque e por apoiar-se na alta qualidade dos produtos locais. Isto foi influenciado em grande parte pela herança puritana da Inglaterra, o que resultou numa culinária tradicional, que tendia a se afastar de sabores fortes como o alho, e evitar molhos complexos, comumente associados com as afiliações políticas católicas continentais.
Alguns dos pratos mais tradicionais têm origens antigas, como os pães e queijos locais, carnes assadas e guisados, tortas de carne de caça e peixes de água doce e salgada. O livro de culinária inglesa do século XIV, The Forme of Cury, da corte de Ricardo II, contém receitas de alguns destes pratos.
Outros pratos típicos, como o fish and chips, originalmente uma comida de rua urbana, servida num jornal, e comida com sal e vinagre de malte e tortas e salsichas, o bangers and mash e linguiças servidas com purê de batata, cebola e molhos, têm atualmente a mesma popularidade que outros pratos de origem oriental, como curries da Índia e Bangladesh e frituras inspiradas pela culinária chinesa e tailandesa. 
As culinárias francesa e italiana, consideradas "suspeitas" há algum tempo, atualmente são amplamente admiradas e adaptadas na Inglaterra. 
A Grã-Bretanha também adotou rapidamente as inovações geradas pelo fast-food vindo dos Estados Unidos, e continua a absorver ideias culinárias de todo o mundo, enquanto redescobre ao mesmo tempo suas raízes numa agricultura rural sustentável.
Outros pratos considerados tradicionais da culinária britânica incluem: Shepherd's Pie (torta de carne moída de cordeiro e batata), Steak and Kidney Pie (torta de carne e rim), Bubble and Squeak (espécie de panqueca feita com legumes, verduras ou raízes fritos juntamente com purê de batata) e, como acompanhamento tradicional da carne assada, temos o Yorkshire Pudding.
Entre os doces, pode referir-se o sticky toffee pudding. Outras sobremesas tradicionais da Inglaterra são a Trifle (pavê com frutas vermelhas, creme inglês e bolo), Eton Mess (mistura de morangos, suspiro e creme chantili), o Bread and Butter Pudding (doce de pão e manteiga) e a Banoffee Pie (torta de banana, doce de leite e chantili).